# Europese kampioenschappen indooratletiek 2023 – 800 meter mannen
De 800 meter voor mannen op de Europese kampioenschappen indooratletiek 2023 vonden de series plaats op 2 maart, de halve finales op 4 maart en de finale op 5 maart 2023 werd gehouden op de shorttrackbaan van Ataköy Arena in Istanbul in Turkije. Het was de vijfendertigste keer dat dit onderdeel op het programma stond.
De Spanjaard Adrián Ben won de 800 meter voor mannen in 1.47,34. De Fransman Benjamin Robert won het zilver in 1.47,34 en de Belg Eliott Crestan het brons in 1.47,65.

## Records
Voorafgaand aan het toernooi waren dit het Wereldrecord, Europees record, Kampioenschapsrecord en de Wereld-, Europese leiding.
| Wereldrecord         | Wilson Kipketer  | 1.42,67 | Parijs    | 9 maart 1997     |
| Europees record      | Wilson Kipketer  | 1.42,67 | Parijs    | 9 maart 1997     |
| Kampioenschapsrecord | Paweł Czapiewski | 1.44,78 | Wenen     | 3 maart 2002     |
| WL                   | Noah Kibet       | 1.44,98 | New York  | 11 februari 2023 |
| EL                   | Tibo De Smet     | 1.45,04 | Kirchberg | 22 januari 2023  |

## Resultaten

### Series
De eerste twee van elke serie kwalificeerden zich direct voor de halve finales. Van de overgebleven atleten kwalificeerden de twee tijdsnelsten zich ook voor de halve finales.

#### Serie 1
| Rang | Atleet             | Land                  | Tijd    | Bijz. |
| ---- | ------------------ | --------------------- | ------- | ----- |
| 1    | Catalin Tecuceanu  | Italië                | 1.47,24 | Q     |
| 2    | Adrián Ben         | Spanje                | 1.47,32 | Q     |
| 3    | Bram Buigel        | Nederland             | 1.47,95 |       |
| 4    | Filip Šnejdr       | Tsjechië              | 1.48,35 |       |
| 5    | Abedin Mujezinović | Bosnië en Herzegovina | 1.48,77 | SB    |
| 6    | Robin Oester       | Zwitserland           | 1.50,40 |       |

#### Serie 2
| Rang | Atleet            | Land     | Tijd    | Bijz. |
| ---- | ----------------- | -------- | ------- | ----- |
| 1    | Mateusz Borkowski | Polen    | 1.49,88 | Q     |
| 2    | Joonas Rinne      | Finland  | 1.50,13 | Q     |
| 3    | José Carlos Pinto | Portugal | 1.50,57 |       |
| 4    | Saúl Ordóñez      | Spanje   | 1.51,72 |       |
| 5    | Mark English      | Ierland  | DNS     |       |

#### Serie 3
| Rang | Atleet            | Land        | Tijd    | Bijz. |
| ---- | ----------------- | ----------- | ------- | ----- |
| 1    | Eliott Crestan    | België      | 1.47,76 | Q     |
| 2    | Andreas Kramer    | Zweden      | 1.47,86 | Q     |
| 3    | Tony van Diepen   | Nederland   | 1.48,50 |       |
| 4    | John Fitzsimons   | Ierland     | 1.49,36 |       |
| 5    | Jan Vuković       | Slovenië    | 1.49,90 |       |
| 6    | Christos Kotitsas | Griekenland | 1.50,82 |       |

#### Serie 4
| Rang | Atleet                 | Land                  | Tijd    | Bijz. |
| ---- | ---------------------- | --------------------- | ------- | ----- |
| 1    | Amel Tuka              | Bosnië en Herzegovina | 1.47,22 | Q     |
| 2    | Javier Mirón           | Spanje                | 1.47,38 | Q     |
| 3    | Guy Learmonth          | Verenigd Koninkrijk   | 1.47,51 | q     |
| 4    | Balázs Vindics         | Hongarije             | 1.47,82 | q, SB |
| 5    | Aurèle Vandeputte      | België                | 1.49,48 | SB    |
| 6    | Cristian Gabriel Voicu | Roemenië              | 1.49,88 |       |

#### Serie 5
| Rang | Atleet           | Land      | Tijd    | Bijz. |
| ---- | ---------------- | --------- | ------- | ----- |
| 1    | Benjamin Robert  | Frankrijk | 1.47,92 | Q     |
| 2    | Simone Barontini | Italië    | 1.47,94 | Q     |
| 3    | Tibo De Smet     | België    | 1.48,43 |       |
| 4    | Marino Bloudek   | Kroatië   | 1.49,41 |       |
| 5    | Ole Jakob Solbu  | Noorwegen | 1.54,10 |       |

### Halve finales
De eerste twee van elke halve finale kwalificeerden zich direct voor de finale. Van de overgebleven atleten kwalificeerden de twee tijdsnelsten zich ook voor de finale.

#### Halve finale 1
| Rang | Atleet            | Land                  | Tijd         | Bijz. |
| ---- | ----------------- | --------------------- | ------------ | ----- |
| 1    | Benjamin Robert   | Frankrijk             | 1.47,11      | Q     |
| 2    | Amel Tuka         | Bosnië en Herzegovina | 1.47,53(524) | Q     |
| 3    | Catalin Tecuceanu | Italië                | 1.47,53(529) | Q     |
| 4    | Mateusz Borkowski | Polen                 | 1.47,55      |       |
| 5    | Javier Mirón      | Spanje                | 1.47,89      |       |
| 6    | Balázs Vindics    | Hongarije             | 1.48,16      |       |

#### Halve finale 2
| Rang | Atleet           | Land                | Tijd    | Bijz. |
| ---- | ---------------- | ------------------- | ------- | ----- |
| 1    | Adrián Ben       | Spanje              | 1.46,82 | Q     |
| 2    | Eliott Crestan   | België              | 1.46,84 | Q, SB |
| 3    | Andreas Kramer   | Zweden              | 1.47,11 | Q     |
| 4    | Simone Barontini | Italië              | 1.47,13 | q     |
| 5    | Guy Learmonth    | Verenigd Koninkrijk | 1.47,50 | q     |
| 6    | Joonas Rinne     | Finland             | 1.47,96 | PB    |

### Finale
| Rang   | Atleet            | Land                  | Tijd         | Bijz. |
| ------ | ----------------- | --------------------- | ------------ | ----- |
| Goud   | Adrián Ben        | Spanje                | 1.47,34(335) |       |
| Zilver | Benjamin Robert   | Frankrijk             | 1.47,34(338) |       |
| Brons  | Eliott Crestan    | België                | 1.47,65      |       |
| 4      | Amel Tuka         | Bosnië en Herzegovina | 1.47,90      |       |
| 5      | Andreas Kramer    | Zweden                | 1.48,15      |       |
| 6      | Guy Learmonth     | Verenigd Koninkrijk   | 1.48,46      |       |
| 7      | Catalin Tecuceanu | Italië                | 1.48,54      |       |
| 8      | Simone Barontini  | Italië                | 1.48,63      |       |